# توماس آدیسون
توماس آدیسون (انگلیسی: Thomas Addison؛ آوریل ۱۷۹۳ – ۲۹ ژوئن ۱۸۶۰) دانشمند و پزشک اهل انگلستان بود. وی را یکی از «مردان بزرگ» بیمارستان گایز لندن می‌دانند.
وی کاشف بیماری آدیسون و کم‌خونی پرنیشیوز بود و سندرم آدیسون-شیلدر را نیز شرح داد.